# Костел Вознесіння Пресвятої Богородиці (Винники)
Костел Внебовзяття Пресвятої Діви Марії або Костел Вознесіння Пресвятої Діви Марії — культова споруда, парафіяльний римо-католицький костел у місті Винники, що поблизу Львова. Будівля та її дзвіниця належать до пам'яток архітектури XVIII—XIX ст. та розташовані у центральній частині міста на горі Лисівка.

## Історія
Причини зведення костелу у Винниках пов'язані з культом Матері Божої Винниківської, ікона якої є однією з копій Ченстоховської. На думку польського дослідника Пйотра Красного зробили її перед урочистою коронацією о́бразуБелзької (Ченстоховської) Богоматері у 1717 році, оскільки зображена на ній корона вже Владиславівська, а не папська –   Климентіївська.
У хроніці львівських вірменських бенедиктинок 1736-го року було записано: "У Винниках, миля від Львова, «о́браз» Пречистої Діви Марії Ченстоховської кривавими слізьми плакав". Згодом архієпископ та дослідник Миколай Вижицький мав засідання з каноніками та визнав цей факт правдивим. У цей час власниця Винників Маріанна Потоцька з Тарлів (вдова Адама Петра Тарло) наказала перенести ікону до свого палацу, проте допускала туди усіх віруючих. Великий наплив людей привів у 1738 році до створення самого костелу, де б міг зберігатись о́браз.
Будівництво храму почалося цього ж року за проектом відомого архітектора Бернарда Меретина та тривало до 1766 року. Значну частину коштів для будівництва костелу, а також купівлі необхідних для проведення мес речей надали працівники місцевої тютюнової мануфактури. Зокрема, 1781 року на території було встановлено головний вівтар, дещо пізніше амвон, а в 1795 році — бічні вівтарі, які закрили раніше зроблені розписи). Перенесення чудотворної ікони у костел відбулося 1766 року. Тоді ж із допомогою львівського латинського архієпископа Вацлава Героніма Сераковського у Винниках виникла парафія, яку обслуговували до 1784 року отці піари.
1785 року австрійська влада вилучила золоті та срібні прикраси чудотворного образу й замінила згодом їх на позолочені та посрібнені дерев'яні. Храм покрили ґонтом у 1795 році, фасади костелу помалювали у червоний, проте вежка на сигнатурці була в незадовільному стані. У костелі на той час зберігалось багато позолочених речей, зокрема дві монстранції, чотири келихи, два вівтарні хрести та срібна кадильниця, багато ікон, різьблення, орнатів, далматик. На початку XIX ст. був прибудований притвір, який у 1889 році реконструювали. Після закінчення ремонту було освячення костелу під титулом Внебовзяття Пресвятої Діви Марії. Однак вже в 1912 році знову провели ґрунтовний ремонт храму. Саме до цього часу належить і розпис костелу (накладений на стінові розписи другої половини XVIII ст.), який можна побачити сьогодні. Проповідальницю та органовий проспект зробили приблизно перед 1795 роком.
Після II-ї Світової війни адміністратором парафії був ксьондз Альбін Мидляж (до 13 листопада 1945 р.), його наступник Владислав Пельц покинув парафію 8 травня 1946 року та виїхав на Опольщину. Тоді ключі від парафії та ікону Матері Божої Винниківської віддали греко-католицькому пароху отцю Поточняку. Усі предмети ритуального вжитку, а також хоругви, хідники перевезли до парафіяльного костелу Ланьцута, а дрібніші речі, як метричні книги 1910-45 років та кілька старших, до Вінува (пол. Winów). За радянської влади костел використовувався як склад, однак не зазнав значних пошкоджень. 1992 року відновлено римо-католицьку парафію, а вже в березні наступного, після відновлення і освячення, костел знову став служити віруючим.

## Інтер'єр, особливості
За планувальною структурою костел – прямокутний у плані, однонавний, зального типу.
Його інтер'єр належить до малярства XVIII—XIX ст.. Впродовж 30 років тривало впорядкування внутрішнього вигляду костелу, а саме – малювання стін та склепінь, влаштування головного та бічних вівтарів, амвона. Розписи костелу виконані не пізніше як 1758 року., проте перекриті новими у 1912-му. Стіни були декоровані іонійськими пілястрами.
У костелі є епітафія з написом: «Тут лежить серце Едварда Братковського, підкоморія Августа III, короля польського і електора саського, старости, а потім дідича миклашівського. Помер у 1778 р.». Натомість, коли померла і де похована фундаторка костелу Потоцька – не відомо.
В архітектурі храму є багато елементів, схожих на мотиви творців радикального чеського бароко І-ї половини XVIII ст., зокрема, Кристофа і Кіліана Ігнаца Дінценгоферів. Також він нагадує костел Божого Різдва (чеськ. Kostel Narození Páně (Praha)) в Санктуарії «Лорета», що на Градчанах у Празі, архітектори якого є той же Дінценгофер та Йоган Ґеорґ Ахбауер-старший (нім. Johann Georg Achbauer der Ältere). Схема фасаду будівлі дуже близька до композиції фронтальних сторін костелу в Годовиці, фари в Тарноґруді (1751-1771 роки). Саме тому є велика ймовірність, що архітектором був Бернард Меретин.
Головний вівтар костелу (1781) належав до групи неархітектонічних різьбярсько-малярських композицій, що наслідували оформлення пресбітерію костелу Годовиці (спільна робота Бернарда Меретина та Пінзеля). Природно, що фігури в ньому були помальовані в білий колір, схожий до порцеляни (як і більшість пізніх робіт представників львівської школи), наслідуючи при цьому зразки костелів південної Німеччини. Автор різьб у храмі досі не відомий.

## Сучасність
У 2019 році розпочали реставрацію настінного живопису в рамках проєкту "Порятунок краси спільної спадщини", який повинен тривати п'ять років за попередніми даними. Під час очищення однієї із стін знайшли унікальну фреску. Настоятелем костелу зараз є отець Леонтій Саламон, а вікарієм – о. Володимир Кривецький. На разі будівля відкрита для людей та у ній проводяться служби.

## Світлини

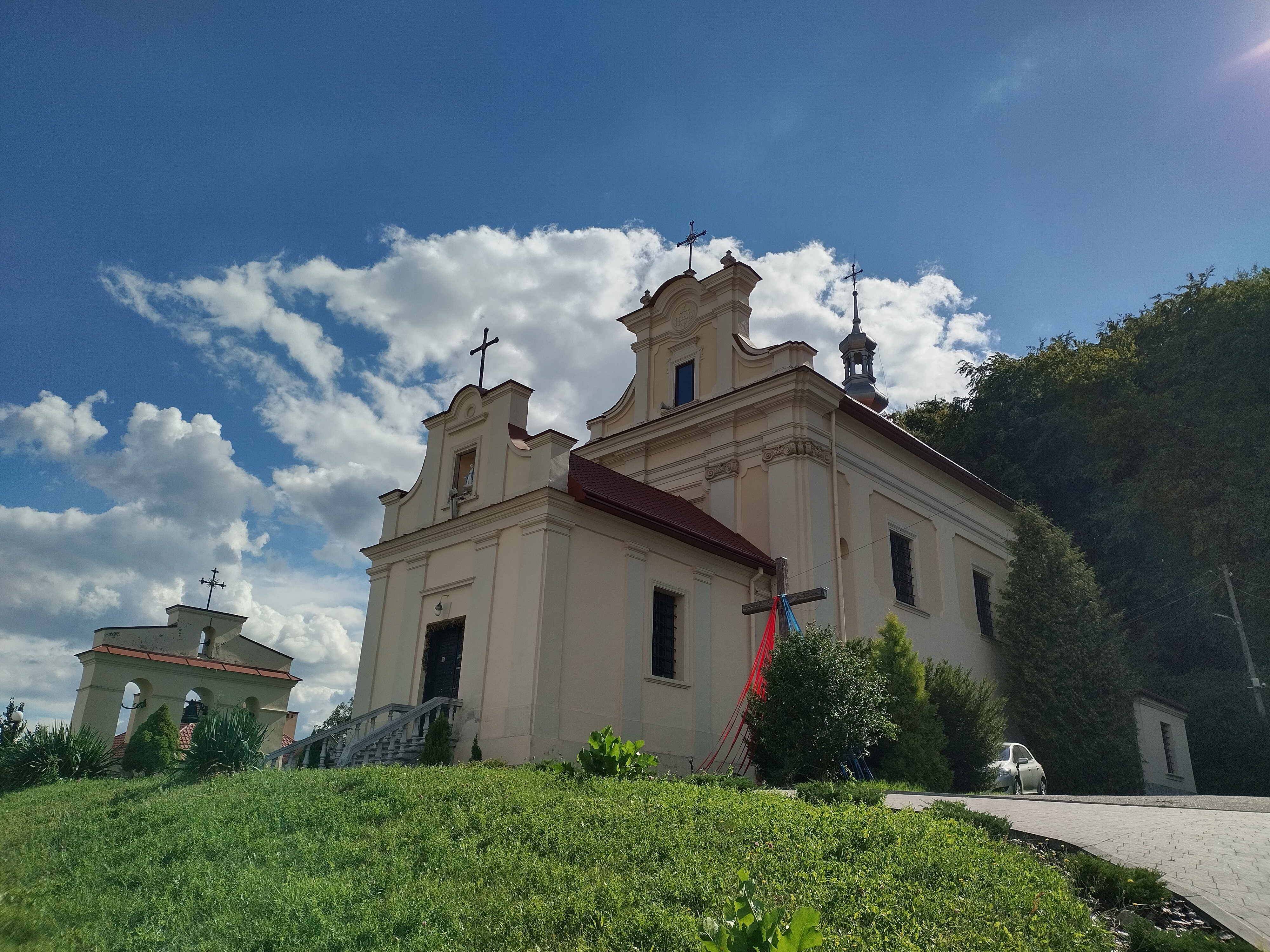
Вигляд на костел з вулиці Львівської